# Viking Ishockeyklubb
Viking Ishockeyklubb er en tidligere norsk ishockeyklub fra Stavanger, som blev grundlagt i 1968. Viking spillede i alt 18 sæsoner i Eliteserien i ishockey til mænd. Viking Ishockeyklubb blev afviklet efter sæsonen 1996-1997.

## Historie
Da Stavanger Ishall blev afsluttet i 1968, blev klubben grundlagt. Stavanger som en olieby i de tidlige 70'ere havde et bredt internationalt netværk af kontakter, også imod
Nordamerika. Og vi taler om en tid her
hvor bredden af norsk hockey ikke var særlig bred,
og minimal indvandringskvote gjorde det eksotisk
selv når traditionstunge klubber i Østlandet bragte svenske spillere ind. Den første transatlantiske
profilen i Stavanger hockey var Craig Dunham,
oprindeligt bragt til byen af Stavanger Amerikanske Magne "Pete" Svela med det formål at spille for
Jarl. Svela var fra 1975 til 1978 Viking-træner og efter
hver var Viking-spillet for Dunham, og han står
booket med 36 point i 20 kampe for klubben.
Viking kæmpede mod klubben Siddis i 70'erne og rykkede op med Terry Fyck og Ron Pulak på holdet i 1977. Efter sæsonen 80/81 var det dog
satse frisk i Stavanger Ishall. Bernie Lynch er beskrevet
som en kontroversiel træner i "Vikings yearbooks", og
kom til Rogaland med trænerfaring fra Vålerenga Ishockey. Tog Viking bronze mod Bjørn «Botta» Skaare s Furuset i 1982. Richard David genskabte noget af den samme stemning med bronze i 1993. Vikingerne var for det meste middelhavssøfolk eller kæmpede i bunden. De var et typisk hjemmehold og den temmelig specielle atmosfære i Siddallen, hvor publikum blandt andet vandrede frit gennem udvisningskassen, Hjalp dem på den måde. Gode målmænd og fokus på transatlantisk karakteriserede også blues fra Stavanger. Før Viking sluttede i teknisk konkurs og blev lukket ned i 1996 og blev erstattet af foreningen Stavanger-Viking og senere genoprettet på baggrund af denne klub. De kom aldrig tilbage i den øverste division og blev passeret af nykommeren Stavanger Oilers på vejen.

## Eksterne links
- Side om klubbens historie